# Simeon Jackson
Simeon Alexander Jackson (* 28. März 1987 in Kingston, Jamaika) ist ein jamaikanisch-kanadischer Fußballspieler.

## Vereinskarriere
Der in Jamaika geborene Jackson wurde als Dreijähriger zu seiner Tante und seinem Onkel ins kanadische Mississauga geschickt und wuchs dort auf. Während einer Turnierteilnahme in England mit seinem kanadischen Jugendteam Sunoco FC wurde er vom FC Gillingham zu einem Probetraining eingeladen. Durch die Herkunft seiner Mutter auch mit einem britischen Pass ausgestattet, wagte er 15-jährig den Sprung nach England, wo er bei seiner Großtante in Croydon lebte. Bei Gillingham wurde er nach wenigen Wochen aus dem Jugendteam entlassen und spielte im Anschluss beim Amateurteam Dulwich Hamlet, bevor er in die Jugendabteilung von Rushden & Diamonds aufgenommen wurde.
Für Rushden gab er am 28. August 2004 sein Profidebüt in der Football League Two, kam in dieser Saison aber erst wieder am letzten Spieltag gegen Macclesfield zum Einsatz. In der Hinrunde der Saison 2005/06 ohne Pflichtspiel, wurde er um den Jahreswechsel 2005/2006 für einige Zeit an den Neuntligisten Raunds Town verliehen. Nach seiner Rückkehr kam er regelmäßig zu Einsätzen; seine fünf Treffer brachten ihm die klubinterne Auszeichnung als bester Nachwuchsspieler der Saison. Der Club stieg am Saisonende in die Conference National ab. In der fünftklassigen National Conference wurde Jackson bester Stürmer des Klubs und beendete seine erste Saison als Stammspieler mit 19 Ligatreffern. Nachdem er in der folgenden Hinrunde mit 16 Treffern nach 28 Spieltagen die Torschützenliste anführte, verpflichtete der abstiegsgefährdete Drittligist FC Gillingham den Angreifer kurz vor Ablauf der Transferfrist für 150.000 Pfund. Jackson unterschrieb für dreieinhalb Jahre in Gillingham und erzielte vier Treffer in der Rückrunde. Gillingham stieg am Saisonende in die League Two ab.
In der Saison 2008/09 wurde der Stürmer auch bei Gillingham zum Leistungsträger, als er mit 17 Saisontoren dem Klub zu einem Platz in den Aufstiegsplayoffs verhalf. Im Rückspiel des Halbfinals gegen Rochdale erzielte er beide Treffer zum 2:1-Erfolg, der den Finaleinzug bedeutete. Im Finale im Londoner Wembley-Stadion erzielte er vor über 53.000 Zuschauern gegen Shrewsbury per Kopf in der 90. Spielminute den 1:0-Siegtreffer und sorgte damit für die Rückkehr Gillinghams in die League One. Trotz 14 Ligatreffern in der Drittligasaison 2009/10, darunter drei beim 5:0-Erfolg zum Saisonauftakt gegen Swindon Town, verpasste Gillingham am Saisonende aufgrund der schlechteren Tordifferenz den Klassenerhalt. In der Sommerpause verließ er Gillingham und wechselte zum Zweitligaaufsteiger Norwich City.
In der Sommerpause 2013 wechselte Jackson zum Bundesligaaufsteiger Eintracht Braunschweig und erhielt dort einen Zweijahresvertrag. Sein Bundesligadebüt gab er am 10. August 2013 (1. Spieltag) bei der 0:1-Niederlage im Heimspiel gegen Werder Bremen.
Bereits in der Winterpause schloss sich Jackson dem FC Millwall an.

## Nationalmannschaft
Jackson spielte 2006 in einigen Freundschaftsspielen erstmals für die kanadische U-20-Auswahl und wurde ein Jahr später für die Junioren-WM 2007 in Kanada nominiert. Erst eine Woche vor Turnierbeginn erhielt er die kanadische Staatsbürgerschaft und damit die Teilnahmeberechtigung. Jackson kam in allen drei Turnierpartien Kanadas zum Einsatz, blieb aber, wie die gesamte Mannschaft, ohne Treffer und schied bereits in der Vorrunde aus.
Im November 2008 erhielt er seine erste Berufung in die A-Nationalmannschaft Kanadas, wurde im WM-Qualifikationsspiel gegen sein Heimatland Jamaika aber nicht eingesetzt. Im Mai 2009 gab er in einem Freundschaftsspiel gegen Zypern sein Länderspieldebüt und erzielte dabei den 1:0-Siegtreffer. Im Juli 2009 gehörte Jackson zum 23-köpfigen kanadischen Aufgebot beim CONCACAF Gold Cup und kam beim Erreichen des Viertelfinals in allen vier Turnierpartien zum Einsatz. Ende 2009 wurde er als Kanadas Fußballer des Jahres ausgezeichnet.